# Giovanni di Ambrogio

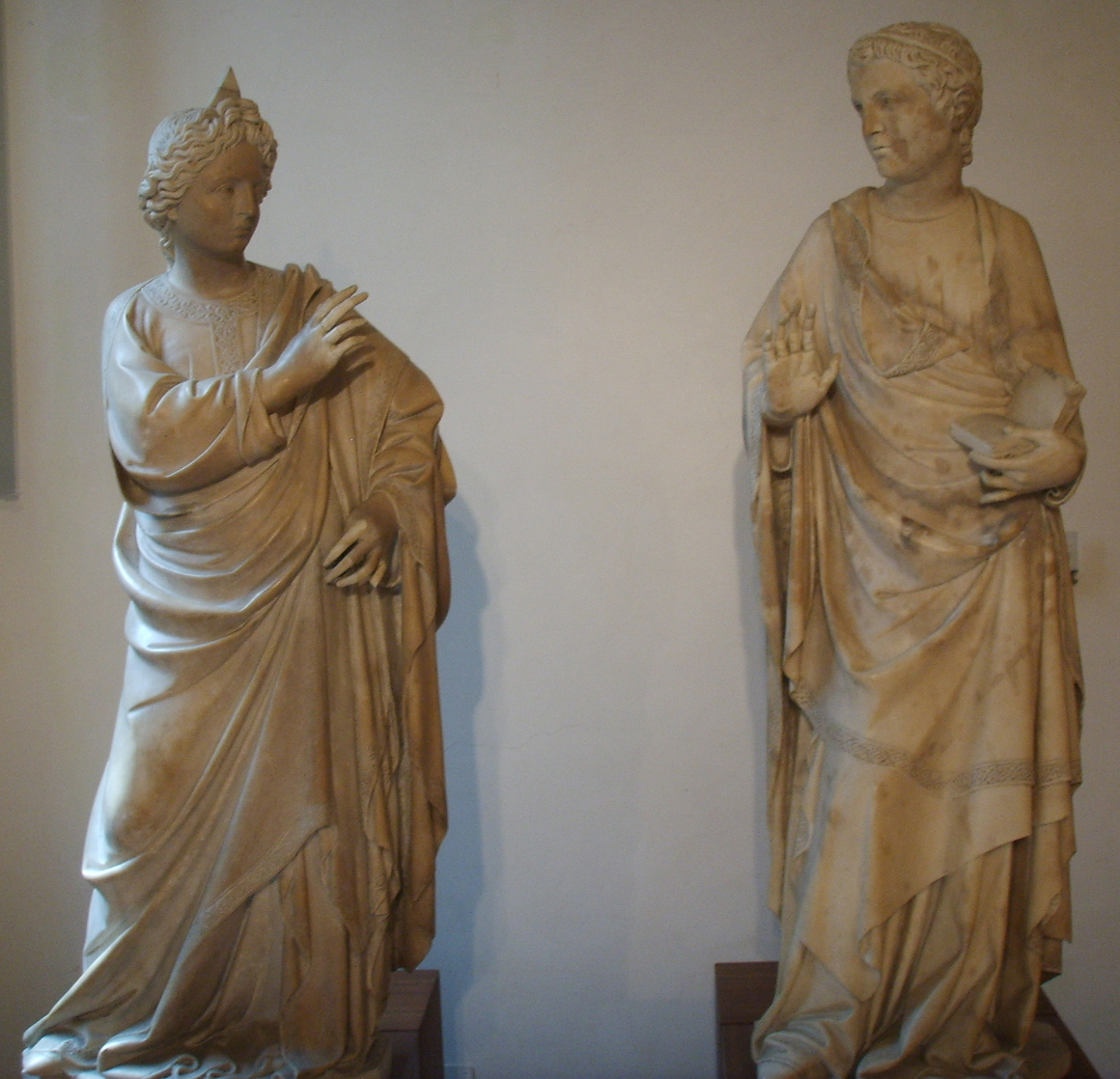
Anunciación atribuida a Giovanni di Ambrogio, alrededor de 1397, en el Museo dell'Opera del Duomo (Florencia).

Giovanni di Ambrogio (... - ...) fue un escultor y arquitecto italiano, activo en Florencia en los siglos XIV y XV.
Probablemente hubo un homónimo que se dedicó a la misma profesión. Las dos figuras, fueron identificadas como la misma persona misma y hoy en día suelen ser distinguidas por los historiadores del arte, aunque la distinción no es aceptada de forma inequívoca.
Así pues, tenemos:
- Giovanni di Ambrogio, autor de un andamio de Santa María del Fiore en 1366.
- Giovanni di Ambrogio, activo en Florencia entre 1382 y 1418: se trataba de un escultor del prerrenacimiento, que se describe como las experiencias anteriores más directas de Donatello y Nanni di Banco, con quien colaboró en la «puerta de la Mandorla» en Florencia. De él son también la obra en Roma en la Basílica de Santa María en Trastevere  de la tumba del cardenal Felipe de Alençon, por ejemplo.